# Henrique Cunha
 Henrique Cunha  (nacido el 30 de abril de 1990) es un tenista profesional de Brasil. 

## Carrera
Su mejor ranking individual es el N.º 603 alcanzado el 27 de enero de 2014, mientras que en dobles logró la posición 692 el 27 de enero de 2014.
No ha logrado hasta el momento títulos de la categoría ATP ni de la ATP Challenger Tour, aunque sí ha obtenido varios títulos Futures tanto en individuales como en dobles.